# 리헨

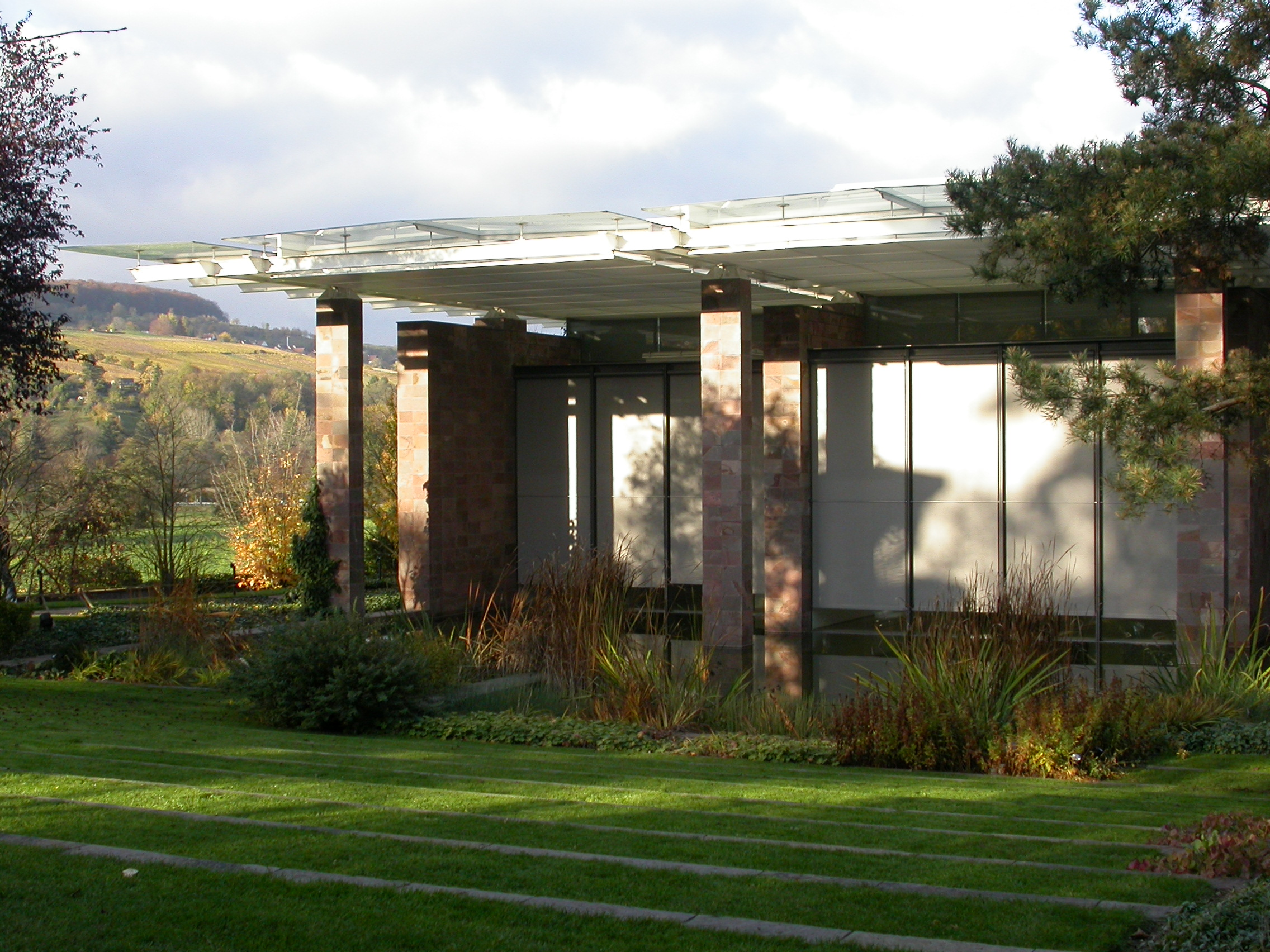
리헨에 위치한 바이엘러 재단(Fondation Beyeler)

리헨(독일어: Riehen)은 스위스 바젤슈타트주에 위치한 도시로 면적은 10.86km2, 높이는 278m, 인구는 20,981명(2017년 1월 기준), 인구 밀도는 1,900명/km2이다.
바젤과 베팅겐 사이에 위치하며 독일 국경과 가까운 지점에 위치한다. 미술관 겸 기념 재단인 바이엘러 재단(Fondation Beyeler), 장난감 박물관으로 유명한 곳이다.

시 문장

## 인구
역사적 인구는 다음의 차트와 같다:

## 자매 도시
- 루마니아 미에르쿠레아치우크
- 스위스 무텐